# Ugo Malmozzetto
Ugo Malmozzetto o Malmusetto o Maumouzet, conte di Manoppello (... – 1097) è stato un condottiero normanno.

## Biografia
Al seguito di Roberto d'Altavilla, conte di Loritello, e del fratello Drogone d'Altavilla, nipoti di Roberto il Guiscardo, fin dal 1061 prese parte alla conquista degli Abruzzi e successivamente, con un proprio contingente, di parte delle Marche.
Mentre le operazioni militari in Abruzzo, iniziate nel 1061, procedettero spedite, l'invasione della Marca Fermana, anch'essa già preparata da anni, si realizzò tra il 1074 e il 1076 e fruttò due scomuniche al Guiscardo, fino a che, con l'accordo di Ceprano (1080) non venne stabilito una sorta di status quo a tutto vantaggio dei Normanni.   
Nel 1076 Ugo Malmozzetto avviò l'occupazione della contea di Manoppello, centro nevralgico della marca di Chieti, e distrusse l'abbazia di San Clemente di Casauria dopo aver catturato in un'imboscata l'abate Trasmondo, che stava organizzando la difesa della regione contro i Normanni, portando così gravi danni a quel monastero che vi rimasero soltanto quattro monaci .
Pur essendo il grande persecutore e distruttore di Casauria, fu uno dei protettori dell'abbazia di San Bartolomeo di Carpineto, mentre il 15 aprile 1092 donava al vescovo di Valva il monastero di S. Benedetto in Perillis e tra i possedimenti a questo spettanti anche alcuni beni nel castello di Collepietro. 
La sua attività bellicosa cessò verso la fine del secolo, quando cadde in un'imboscata mentre cercava di impadronirsi di Prezza, città strategica dell'Aquila per il controllo della Conca Peligna e delle comunicazioni verso ovest, attirato in un convegno amoroso dalla sorella del signore di Prezza. Morì in prigione nel 1097.
Nato da Gilberto, «de genere Francorum», da una certa Rogata, presunta figlia di Goffredo d'Altavilla, uno dei fratelli di Roberto il Guiscardo, quindi con sangue assieme normanno e longobardo, ebbe sette figli, che infeudò delle terre conquistate, cinque dei quali periranno nell'anno della sua morte.